# Ferula anatolica
Ferula anatolica är en flockblommig växtart som beskrevs av Pierre Edmond Boissier. Ferula anatolica ingår i släktet stinkflokesläktet, och familjen flockblommiga växter. Inga underarter finns listade i Catalogue of Life.